# Belgische Union
Die Belgische Union, mit vollem Namen Belgische Unie – Union belge – Belgische Union (BUB), ist eine kleine Partei in Belgien. Sie tritt für einen belgischen Einheitsstaat unter Aufgabe des Föderalismus sowie für die belgische Monarchie ein.

## Parteigeschichte
Die Partei wurde 2002 durch den belgischen Rechtsanwalt Hans Van de Cauter gegründet, der bis heute (Stand Juni 2024) Vorsitzender der Partei geblieben ist.
Die Partei möchte die sechs Staatsreformen, die seit 1970 umgesetzt wurden und die Belgien nach und nach von einem Einheitsstaat in einen Bundesstaat umgewandelt haben, wieder rückgängig machen. Die Föderalisierung Belgiens wird von der Partei als „föderalistische Katastrophe“ beschrieben. Nach Berechnungen der Partei kostet der Föderalismus Belgien jährlich bis zu 10 Milliarden Euro. Der belgische Sprachföderalismus habe zu einer Art „Apartheid“ geführt, bei der niederländischsprachige Belgier ständig gegen französischsprachige Belgier anträten. Durch Abschaffung der zahlreichen föderalistischen Doppelstrukturen soll ein effizientes zentralistischen Staatswesen mit den neun historischen Provinzen geschaffen werden. Die Provinzen Flämisch-Brabant und Wallonisch-Brabant sollen dazu zusammen mit Brüssel wieder zur Provinz Brabant vereinigt werden. Die Regionen Flandern, Wallonien und Brüssel sowie die Flämischsprachige, Französischsprachige  und Deutschsprachige Gemeinschaft sollen abgeschafft werden, da sie überflüssig seien. Die sprachlichen Rechte der Bewohner sollen aber nicht eingeschränkt, sondern gesetzlich oder verfassungsmäßig garantiert werden. Alle drei Landessprachen – Französisch, Niederländisch und Deutsch – sollen als Nationalsprachen obligatorisch an allen Schulen Belgiens unterrichtet werden. Wenn 30 Prozent der Einwohner einer Gemeinde eine andere Sprache sprechen, soll die Gemeinde automatisch zweisprachig werden. Die Mehrsprachigkeit soll durch die Regierung gefördert werden, so dass jeder Belgier mindestens zwei der drei Nationalsprachen beherrscht.
Nach Ansicht der Partei befürwortet ein großer Teil der belgischen Bevölkerung den belgischen Gesamtstaat, während die „Flaminganten und Wallinganten“, d. h. die Befürworter einer Autonomie bzw. Unabhängigkeit Flanderns und Walloniens nur etwa 10 Prozent der Bevölkerung ausmachten. Die Anhänglichkeit an Belgien zeige sich an der Unterstützung belgischer Teams bei internationalen Sportveranstaltungen.
Des Weiteren wendet sich die Partei gegen „antibelgische Propaganda und Selbstgeißelung“ in Zusammenhang mit der Aufarbeitung der belgischen Kolonialgeschichte im Kongo.
Sozialpolitisch tritt die Partei für ein bedingungsloses Grundeinkommen ein, das dem Existenzminimum entsprechen soll, als Ersatz für einige bereits existierende Sozialhilfezahlungen.